# Деллас, Траянос
Траяно́с Де́ллас (греч. Τραϊανός Δέλλας; род. 31 января 1976[…], Салоники) — греческий футболист и футбольный тренер. С 2001 по 2009 год выступал за национальную сборную Греции, чемпион Европы 2004 года. Автор победного мяча в дополнительное время полуфинала чемпионата Европы 2004 против сборной Чехии.

## Карьера
Траянос Деллас начал профессиональную карьеру в «Арисе». В 1994 году был отдан на один сезон в аренду в клуб «Пансерраикос». Вернувшись из аренды, провёл всего год в «Арисе», после чего перешёл в «Шеффилд Юнайтед». В 1999 году стал основным игроком греческого АЕКа и выиграл национальный кубок. Сезон 2001/02 Деллас проводит в итальянской «Перудже», откуда переходит в римскую «Рому». В «Роме» он был одним из трёх игроков (вместе с Тотти и Монтеллой), которые не подвергались обструкции со стороны фанатов в крайне неудачном для команды сезоне 2004/05. В 2005 году Деллас в статусе свободного агента вернулся в АЕК и стал капитаном команды.

## Завершение карьеры
«Может, и хотел бы продолжить выступать, но мне уже тяжело чисто физически. Доволен всем, чего достиг за карьеру. Я всегда относился к оппонентам с уважением и никогда не поступился своими принципами», — сказал Деллас.

## Достижения

### Командные
- Обладатель Кубка Греции (2): 2000, 2011
- Чемпион Европы 2004

### Личные
- Входит в состав символической сборной чемпионата Европы 2004